# Вознесенський (Зілаїрський район)
Вознесе́нський (рос. Воскресенское, башк. Вознесенка) — хутір у складі Зілаїрського району Башкортостану, Росія. Входить до складу Юлдибаєвської сільської ради.
Населення — 17 осіб (2010; 16 в 2002).
Національний склад:
- башкири — 69%